# Congreso de Panamá

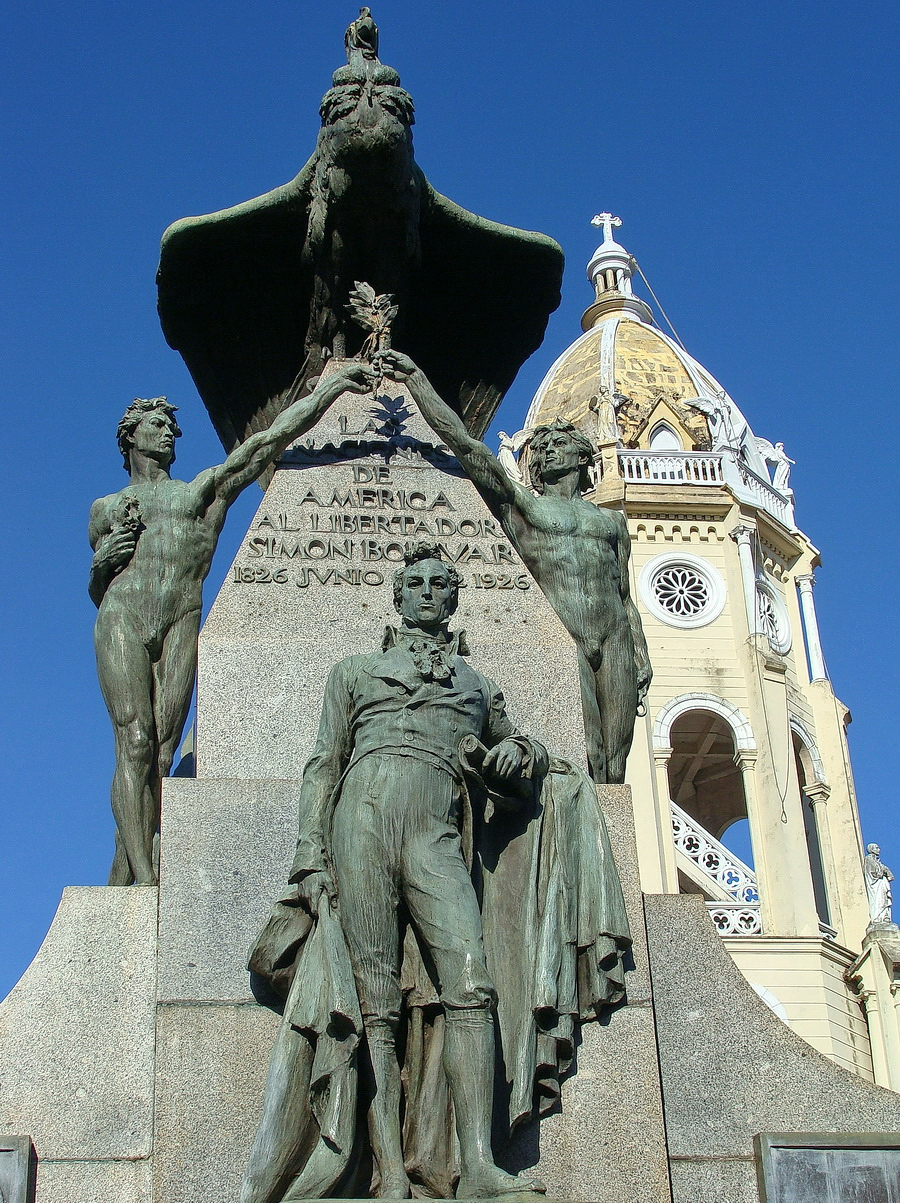
Monumento en la ciudad de Panamá en honor a Simón Bolívar por el Centenario del Congreso Anfictiónico.

El Congreso de Panamá, designado a menudo como Congreso Anfictiónico de Panamá en recuerdo de la Liga Anfictiónica de la Antigua Grecia, fue una asamblea diplomática que tuvo lugar en 1826 en la ciudad de Panamá.
El congreso fue convocado por Simón Bolívar con el objetivo de buscar la unión o confederación de los nuevos Estados americanos sobre la base de los anteriores virreinatos hispanoamericanos, en un proyecto de unificación continental, como lo había ideado el precursor de la independencia hispanoamericana Francisco de Miranda.
Asistieron al congreso la Gran Colombia, México, Perú y la República Federal de Centro América. Bolivia y Estados Unidos no llegaron a tiempo. Las Provincias Unidas del Río de la Plata y Chile no mostraron interés. Paraguay no fue invitado. El Imperio del Brasil tampoco mostró interés. Gran Bretaña envió un observador y los Países Bajos otro a título personal.
Debido a los desacuerdos entre los gobiernos participantes, fracasó el proyecto de confederación ideado por Bolívar.

## Antecedentes
Ya la idea de crear una gran nación cuya extensión abarcara a toda Hispanoamérica se había originado con el prócer venezolano Francisco de Miranda, quien propuso el nombre de Colombia para esa eventual nación. Simón Bolívar, también, en la Carta de Jamaica de 1815 expresó:

"Es una idea grandiosa pretender formar de todo el Nuevo Mundo en una sola nación con un solo vínculo que ligue sus partes entre sí y con el todo. Ya que tiene su origen, una lengua, unas costumbres y una religión, debería, por consiguiente, tener un solo gobierno que confederase los diferentes estados que hayan de formarse; [...] ¡Qué bello sería que el Istmo de Panamá fuese para nosotros lo que el de Corinto para los griegos! Ojalá que algún día tengamos la fortuna de instalar allí un augusto congreso de los representantes de las repúblicas, reinos e imperios a tratar y discutir sobre los altos intereses de la paz y de la guerra, con las naciones de las otras tres partes del mundo. Esta especie de corporación podrá tener lugar en alguna época dichosa de nuestra regeneración..."
Simón Bolívar, Carta de Jamaica, Kingston, 6 de septiembre de 1815

El congreso fue convocado por Simón Bolívar, desde Lima, el 7 de diciembre de 1824 y el patriota peruano José Faustino Sánchez Carrión, nombrado por Bolívar ministro de Gobierno y Relaciones Exteriores del Perú, y quien compartía plenamente con Bolívar el ideario de la unidad hispanoamericana, cursó a los gobiernos americanos la invitación.

Cuando, después de cien siglos, la posteridad busque el origen de nuestro derecho público, y recuerden los pactos que consolidaron su destino, registrarán con respeto los protocolos del Istmo. En él, encontrarán el plan de las primeras alianzas, que trazará la marcha de nuestras relaciones con el universo. ¿Qué será entonces el Istmo de Corinto comparado con el de Panamá?
Simón Bolívar, Convocatoria del Congreso de Panamá, Lima, 7 de diciembre de 1824

## Países convocados

Mapa de naciones invitadas en el Congreso de Panamá, 1826

Tras la convocatoria hecha por Bolívar se enviaron comunicaciones a los gobiernos del resto de la Suramérica independiente, así como a México y América Central. La influencia política de Bolívar sobre la Gran Colombia, Perú y Bolivia hizo que la asistencia de dichos estados estuviera poco menos que asegurada. La posición intermedia del istmo de Panamá motivó que se elija ese lugar para la reunión, lo que fue reflejado poéticamente por Bolívar, de acuerdo a las modas de la época, en una comparación con la Liga anfictiónica que gobernó desde el istmo de Corinto algunos pueblos de la Grecia Central por algo más de un siglo durante la decadencia griega.

### Argentina
El gobierno de las Provincias Unidas del Río de la Plata recibió la invitación de Bolívar pero los intereses argentinos del momento estaban centrados en el ámbito interno, en la organización política del país, amenazada por los caudillos federales. En el ámbito externo las preocupaciones argentinas estaban en la Guerra del Brasil, para mantener a la Banda Oriental como una provincia de Argentina, y fortalecer los vínculos comerciales con Gran Bretaña antes que con el resto de Suramérica, por lo cual hubo escaso interés en el congreso.
El presidente Bernardino Rivadavia se hallaba en pugna con el Imperio del Brasil y prefería contar con el apoyo bélico de todas las provincias argentinas para superar la crisis en vez de esperar apoyo de Bolívar; asimismo, la mayoría de los políticos argentinos -incluyendo al propio Rivadavia-, desconfiaban del proyecto bolivariano y temían que esto significara el inicio de una "hegemonía" de la Gran Colombia en América del Sur.

### Bolivia
El gobierno boliviano estaba presidido por el mariscal Antonio José de Sucre, compañero de armas de Bolívar y uno de los principales partidarios de este, por lo cual se daba por asegurada la asistencia de una delegación del país. No obstante, pugnas políticas causaron demoras en la designación de los delegados bolivianos, y cuando estos quedaron listos para embarcarse hacia Panamá, se supo que el congreso había concluido en dicha ciudad. Además, el clima político boliviano se había tornado desfavorable a Sucre -y por ende, contrario a los planes de Bolívar- lo que impidió que se pudiera contar con la participación boliviana.

### Brasil
El Imperio de Brasil fue convocado pese a ser un estado monárquico y abiertamente esclavista, regido además por los descendientes de Casa de Braganza, dinastía europea de la que recelaban abiertamente las cancillerías del resto de Suramérica. En el caso brasileño, Simón Bolívar remitió la invitación a la corte imperial de Río de Janeiro solo para halagar a Gran Bretaña -que era la principal aliada de Brasil y preocupada por el aislamiento de este- pero resultaba evidente que la desconfianza de las repúblicas hispanoamericanas y del propio Bolívar hacia Brasil influiría en las decisiones del congreso.
Brasil precisaba mantener la neutralidad entre las monarquías europeas y sus vecinos republicanos hispanoamericanos, y en octubre de 1825 aceptó la invitación de Bolívar, pero la Guerra del Brasil contra las Provincias Unidas del Río de la Plata hizo temer al emperador Pedro I una recepción demasiado hostil en Panamá, lo cual era contrario a sus intereses. Por ello decidió no enviar a los delegados brasileños a pesar de que ya los había designado.

### Chile
Chile fue invitado pero declinó asistir. El gobierno chileno dirigido por Ramón Freire no mostraba simpatías por Simón Bolívar ni por su enorme influencia política sobre los países sudamericanos con costas en el océano Pacífico. Además, la fuerte pugna política chilena entre liberales y conservadores —llamados pipiolos y pelucones, respectivamente— reducía la preocupación de los políticos chilenos por el proyecto bolivariano, del cual además desconfiaban, prefiriendo basar su política externa en mantener buenas relaciones con sus principales socios comerciales: Gran Bretaña y los Estados Unidos.

### Estados Unidos
Inicialmente el proyecto de Bolívar no consideró invitar a Estados Unidos pero el vicepresidente de la Gran Colombia encargado del poder ejecutivo, el general Francisco de Paula Santander, remitió una invitación formal al presidente estadounidense John Quincy Adams a inicios de 1825. Asimismo los gobiernos de las Provincias Unidas de Centroamérica y de México apoyaron la participación de Estados Unidos en el congreso y enviaron a Washington D. C. las invitaciones respectivas. Bolívar, entonces presidente de Perú y residente en Lima, aceptó el hecho consumado.
En los Estados Unidos la participación en el Congreso de Panamá no fue recibida con aceptación unánime, de hecho los estados del sur —eminentemente esclavistas— aconsejaron no enviar representantes en tanto que la postura de Bolívar contra la esclavitud era bien conocida, y bloquearon el financiamiento del viaje de diplomáticos estadounidenses; mientras tanto, los estados del norte —abolicionistas— sí estaban interesados en el Congreso de Panamá pero solo como medio de entablar contactos comerciales.
El gobierno estadounidense envió a dos representantes: Richard C. Anderson y John Sergeant, también con instrucciones muy concretas: estimular solamente los acuerdos de comercio, evitar comprometer a Estados Unidos —tanto en el aspecto político como en el económico— en la confederación propuesta por Bolívar y rechazar todo pedido de ayuda en un conflicto contra España. Los delegados estadounidenses no pudieron cumplir con sus cometidos: Anderson murió de fiebre amarilla en el viaje desde Cartagena, mientras que Sergeant llegó a la Ciudad de Panamá en el mes de agosto, cuando el congreso estaba terminado y los embajadores ya habían partido.

### Paraguay
Paraguay, aunque ya era un estado independiente desde 1811, estaba gobernado por Gaspar Rodríguez de Francia, partidario de una política de completo aislacionismo. Tras la Batalla de Ayacucho y la declaración de la independencia de Bolivia en 1825, el propio Simón Bolívar trató de lograr contactos políticos con Paraguay enviando a Asunción representantes para solicitar el inicio de relaciones diplomáticas. Pese a esto, los enviados de Bolívar no tuvieron comunicación alguna con los funcionarios paraguayos y solo recibieron una carta de Rodríguez de Francia para Bolívar, en la que el dictador paraguayo rechazaba todo vínculo diplomático de su país y defendía el aislacionismo. Ante este rechazo, Paraguay no fue invitado al Congreso de Panamá.

### Reino Unido
Simón Bolívar acordó también invitar a dos países europeos como observadores, a causa de los intereses comerciales que tenían en Hispanoamérica: Reino Unido y los Países Bajos. La invitación al gobierno de Londres buscaba estimular la asistencia de Argentina y Chile que tenían en aquel país a su principal socio comercial. Reino Unido aceptó la propuesta y envió un observador, Edward James Dawkins, pero con órdenes precisas del ministro George Canning: limitarse a buscar acuerdos comerciales y disuadir a la Gran Colombia y México de apoyar expediciones a las islas de Cuba o Puerto Rico para independizarlas de España.

### Países Bajos
El observador por los Países Bajos, Jan van Veer, fue enviado para proponer la mediación neerlandesa entre las repúblicas hispanoamericanas y España, pero no tuvo la acreditación necesaria; a esto se unió que la monarquía holandesa no había reconocido la independencia de ninguna república hispanoamericana, por lo cual el delegado neerlandés fue recibido únicamente a título individual.

## Desarrollo y acuerdos
El congreso se llevó a cabo en el antiguo convento de San Francisco —hoy Palacio Bolívar— de la Ciudad de Panamá. El salón donde fue celebrada dicha convención recibe el nombre de Salón Bolívar y reposan allí una espada de Simón Bolívar junto a los originales «Protocolos del Istmo», primeros acuerdos firmados por los ministros plenipotenciarios que asistieron a la reunión en 1826.
El congreso se instaló el jueves 22 de junio de 1826 y dejó de sesionar el sábado 15 de julio de ese año. Asistieron dos representantes por cada país concurrente: la Gran Colombia (que abarcaba los actuales estados de Colombia, Ecuador, Panamá y Venezuela), Perú,  México y las Provincias Unidas del Centro de América (que comprendía las actuales repúblicas de Costa Rica, El Salvador, Guatemala, Honduras y Nicaragua). El propio Bolívar se abstuvo de intervenir en sesiones del congreso al considerar incompatible su presencia allí mientras desempeñaba la presidencia de Perú.
Los temas de discusión en la agenda del Congreso de Panamá eran los siguientes:
1. Renovación de los tratados de unión, liga y confederación;
2. Publicación de un manifiesto en que se denuncia la actitud de España y el daño que ha causado al Nuevo Mundo;
3. Decisión sobre el apoyo a la independencia de las islas de Cuba, Puerto Rico, Canarias y Filipinas;
4. Celebración de tratados de comercio y de navegación entre los Estados confederados;
5. Efectivización de la Doctrina Monroe de los Estados Unidos en contra de las tentativas españolas de reconquista;
6. Organización de un cuerpo de normas de derecho internacional;
7. Abolición de la esclavitud en todos los Estados confederados;
8. Contribución de cada país para el mantenimiento de los contingentes militares comunes;
9. Adopción de medidas de presión para obligar a España al reconocimiento de las nuevas repúblicas y
10. Fijación de las fronteras nacionales con base en el principio de uti possidetis, tomando como base el año 1810.

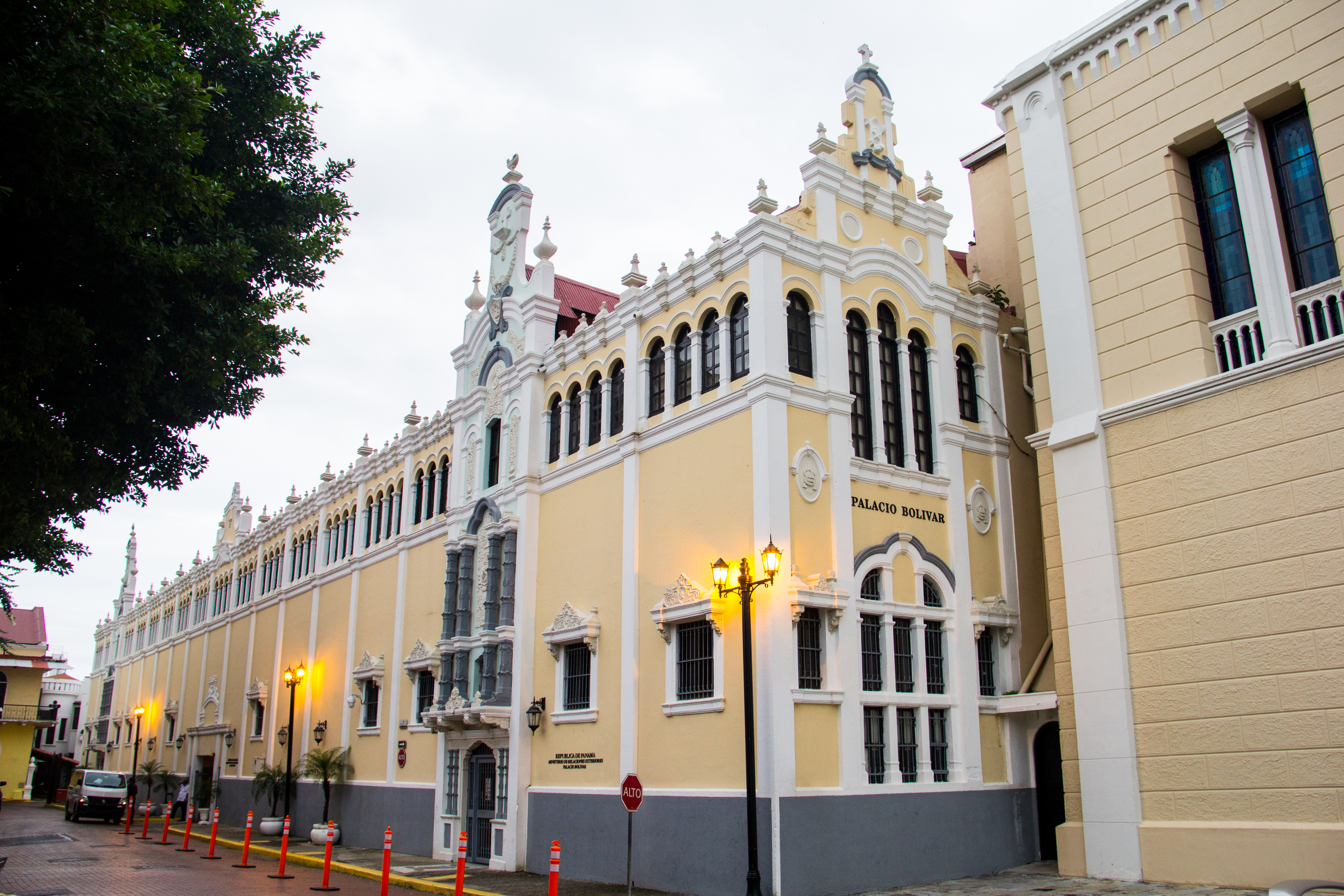
El antiguo convento de San Francisco (actual Palacio Bolívar) en la Ciudad de Panamá, lugar de celebración del congreso.

El pleito entre Perú y la Gran Colombia por la provincia de Guayaquil, así como el litigio entre México y Centroamérica por la región de Soconusco (actual Chiapas) impidió discutir la aplicación del uti possidetis como criterio para la delimitación territorial, tomando como base el año 1810. Ante el fracaso de las conversaciones sobre este tema y para evitar el agravamiento de las pugnas ya existentes, estas cuestiones no se resolvieron en el debate, encargando la definición de fronteras a los acuerdos bilaterales entre cada país.
La negativa de los Estados participantes a reducir sus aranceles impidió todo intento de fijar acuerdos preferenciales de comercio, al ser evidente los desequilibrios en la balanza comercial de cada asistente. Estos países eran dependientes de los aranceles como fuente de ingresos para sus gobiernos, por lo cual se negaron a toda concesión al respecto. La exigencia del observador británico Dawkins para contar con acuerdos comerciales de manera separada con cada estado impidió las posiciones comunes entre los países hispanoamericanos por lo que el congreso decidió mantener el statuo quo sobre los aranceles y el comercio.
El intento de estimular la independencia de Cuba y Puerto Rico también recibió la opinión contraria del observador británico, quien advirtió además los riesgos de lanzarse a una guerra contra España en la región del Mar Caribe donde otras potencias -como la propia Gran Bretaña y Francia poseían colonias.
La presión británica desaconsejó también invocar el apoyo de Estados Unidos para instaurar por la fuerza la Doctrina Monroe, en tanto los estadounidenses eran, junto a España, los principales actores comerciales en Cuba y Puerto Rico.
Finalmente discreparon México y la Gran Colombia sobre cuál de estos países debería liderar el esfuerzo anticolonial en las islas del Mar Caribe, donde ambos Estados disponían de importantes puertos. Esta pugna se agravó con la oposición del delegado británico a toda operación bélica contra las colonias españolas, y causó que el congreso finalmente evitara tomar alguna decisión sobre el Caribe, mientras Gran Bretaña apenas ofrecía su mediación para lograr el reconocimiento diplomático del gobierno español de los estados surgidos luego de las guerras de independencia hispanoamericanas.
Los embajadores tan solo acordaron con relativa facilidad la creación de una liga de repúblicas americanas con jefes militares comunes, la formación de un pacto mutuo de defensa, y el establecimiento de una asamblea parlamentaria supranacional, aunque sin acordar detalles específicos sobre el funcionamiento de ésta ni sobre la organización de las tropas comunes de defensa y menos aún sobre su financiamiento. Con muchas limitaciones se elaboró al fin el “Tratado magnífico titulado de la Unión, de la Liga, y de la Confederación perpetua” que emergió del congreso y que, aprobado por todos los concurrentes, fue ratificado solamente por la Gran Colombia en el mismo 1826.

## Cierre del Congreso de Panamá y traslado a Tacubaya
Al terminar las sesiones en la Ciudad de Panamá, el 15 de julio, los delegados mexicanos sugirieron reiniciar el congreso en Tacubaya, localidad a las afueras de Ciudad de México, opción apoyada de inmediato por los delegados peruanos y centroamericanos, y que los representantes de la Gran Colombia aceptaron para evitar las acusaciones de que el congreso quedaría "bajo la influencia omnímoda de Bolívar".
Se pactó que un miembro de cada delegación volvería a su país de origen y el otro partiría a Tacubaya pero el clima político se había tornado muy contrario a Simón Bolívar en Perú lo que provocó que los dos delegados peruanos (Manuel Lorenzo de Vidaurre y Manuel Pérez de Tudela) retornaran a su país antes del proyectado traslado a Tacubaya. De esta manera Perú se desligó del congreso para todo efecto práctico y el gobierno peruano jamás ratificó el Tratado surgido del mismo.

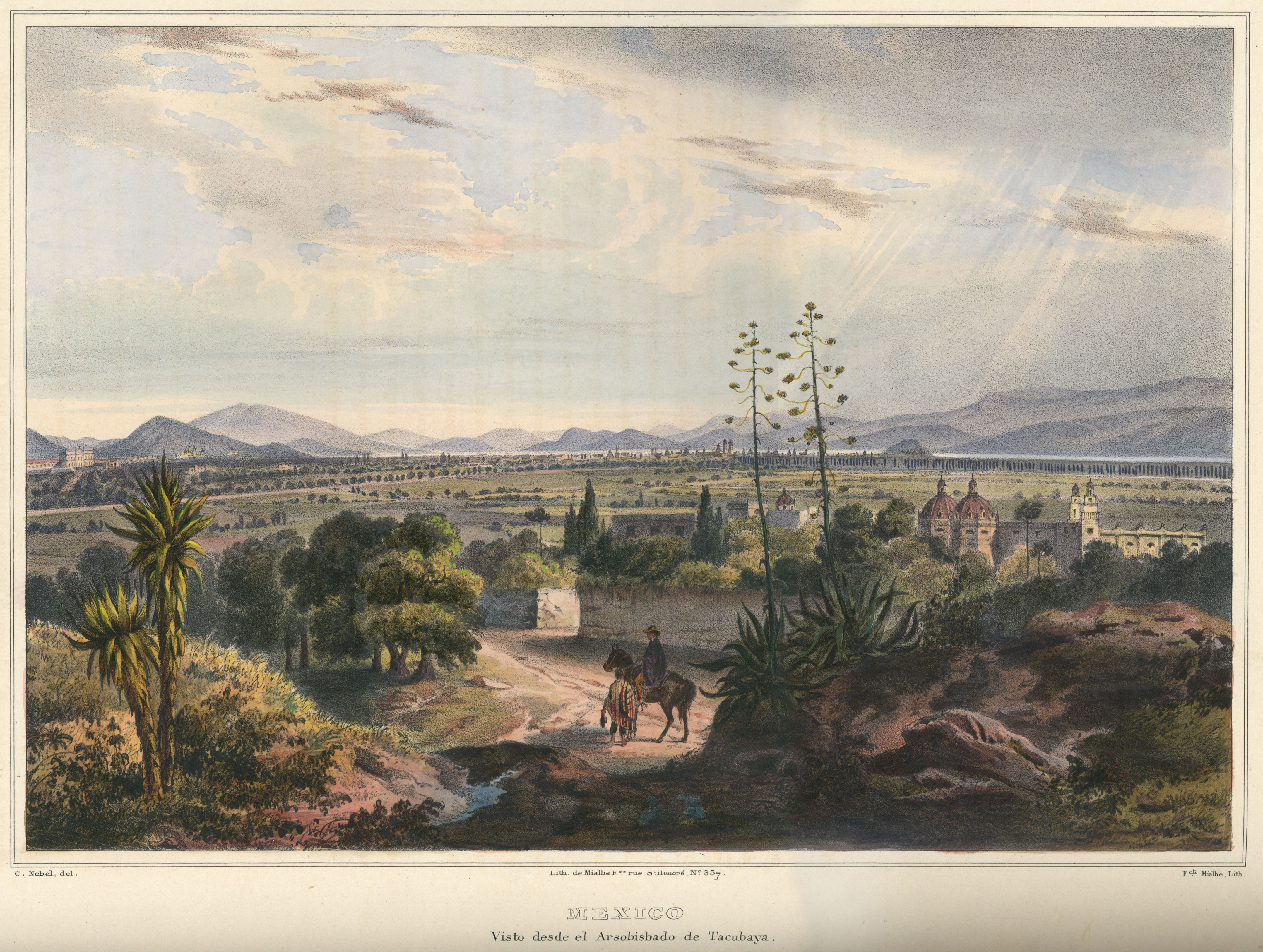
Ciudad de México vista desde Tacubaya en 1836.

En agosto de 1826 los delegados de México, la Gran Colombia y Centroamérica (José Domínguez, Pedro Gual, y Antonio Larrazábal, respectivamente) se reunieron finalmente en Tacubaya para reiniciar las deliberaciones, y allí los alcanzó el observador estadounidense John Sergeant que sobrevivió al viaje hacia Panamá. Al conocerse que Perú y Centroamérica no ratificaron el “Tratado magnífico titulado de la Unión, de la Liga, y de la Confederación perpetua”, el gobierno mexicano perdió todo entusiasmo e interés por proseguir las deliberaciones del Congreso Anfictiónico.
Mientras tanto el delegado de Estados Unidos, John Sergeant, manifestaba a los demás representantes que sus instrucciones se limitaban a negociar acuerdos de comercio con las repúblicas hispanoamericanas. Sergeant informó también que los Estados Unidos rechazaban integrarse en una confederación continental y que también negaban su apoyo a toda acción de guerra contra España en las costas del Mar Caribe. Estados Unidos había comenzado su movimiento ascencional y todas estas explicaciones fueron secundadas por el representante diplomático estadounidense en Ciudad de México, Joel Roberts Poinsett, lo cual terminó por frustrar la agenda del congreso.
Las propias convulsiones internas de la política mexicana impidieron su reanudación y el 9 de octubre de 1828 los delegados originales de la Gran Colombia, México y Centroamérica declararon la conclusión definitiva del Congreso Anfictiónico.

## Consecuencias
La creciente hostilidad de los políticos de Perú hacia Bolívar causó que tras el alejamiento de este de la presidencia peruana los nuevos gobernantes de dicho país declinaran ratificar el “Tratado magnífico titulado de la Unión, de la Liga, y de la Confederación perpetua”. Cuando en Bolivia dejó el poder el gobierno del mariscal Sucre, también se desvaneció en las nuevas autoridades bolivianas todo interés por el proyecto unificador de Bolívar.
Las tensiones internas en las Provincias Unidas del Centro de América hicieron imposible en éstas una posición unánime a favor de los acuerdos de Panamá, además que los litigios territoriales de Centroamérica con México no habían quedado resueltos en el Congreso Anfictiónico, dejando insatisfechos a ambos estados sobre un tema que precisaban solucionar antes de integrarse a un proyecto de unión continental.
El propio “Tratado magnífico titulado de la Unión, de la Liga, y de la Confederación perpetua” omitía cuestiones que el proyecto de Simón Bolívar consideraba fundamentales, como la integración comercial y el cese de los pleitos territoriales, mientras que la alianza militar defensiva no ponía fin a la efectiva separación de fuerzas entre los países hispanoamericanos. La discordia entre las delegaciones había impedido llegar a acuerdos decisivos en muchos temas proyectados, como aranceles y normas comunes de derecho internacional, restando fuerza a las decisiones del congreso.
El hecho que al terminar el año 1826 apenas uno de los cuatro estados participantes -la Gran Colombia- ratificara los ya limitados acuerdos de Panamá, causó que el propio Simón Bolívar considerase al Congreso Anfictiónico como una experiencia fallida, conclusión a la que llegó poco después de que concluyeran las sesiones, señalando: «El Congreso de Panamá sólo será una sombra».[cita requerida]
Cuatro años después del congreso, en 1830, la Gran Colombia se disolvió dando lugar a tres Estados, y en 1838 las Provincias Unidas del Centro de América empezaron a desmembrarse en cinco Estados.
Gran Bretaña, que había enviado un representante apenas en calidad de observador, aprovechó la situación para iniciar acuerdos comerciales con los países asistentes por separado; así el gobierno británico fue el más beneficiado al obtener importantes tratados mercantiles con algunos de ellos.
La idea de la unión de los países latinoamericanos se mantuvo en suspenso pero latente. Años más tarde se creó la Unión Panamericana y luego la Organización de Estados Americanos (OEA). También, actualmente hay un Parlamento Latinoamericano. También se promovió la creación de una confederación o liga entre las naciones de América que dio origen a la conformación de la Unión de Naciones Suramericanas (Unasur).